# Lê Văn Sĩ
Lê Văn Sĩ (1910-1948) là một liệt sĩ Việt Nam. Ông là Đảng viên Đảng Cộng sản Việt Nam và đã từng Bí thư Thành ủy Sài Gòn - Chợ Lớn một thời gian ngắn trước khi hy sinh vào năm 1948.

## Cuộc đời
Ông tên thật là Võ Sĩ (hay Võ Sỹ), sinh năm 1910, quê ở thôn Minh Tân, Đức Minh, Mộ Đức, Quảng Ngãi. Năm 1927, ông tham gia Việt Nam Thanh niên Cách mạng đồng chí hội, tích cực hoạt động phát triển Hội ở quê nhà. Tháng 10 năm 1929, ông bị bắt giam ở nhà lao Quảng Ngãi, rồi đưa đi Quy Nhơn, Kon Tum. Tháng 10 năm 1931, được trả tự do, ông vẫn hoạt động lại như trước, và lại bị bắt trong năm 1932, rồi bị đày lên Lao Bảo, rồi ra Côn Đảo một lượt với Võ Thúc Đồng, Hà Thế Hạnh vào tháng 6 năm 1935.
Sau Cách mạng Tháng Tám, ông được đón từ Côn Đảo về, hoạt động ở Nam Kỳ trong Xứ ủy Nam Bộ, làm Xứ ủy viên. Đầu tháng 12 năm 1945 ông được Xứ ủy chỉ định làm Chính ủy Khu 8. Khi quân Pháp chiếm thị xã Sa Đéc, ông theo lực lượng xuống Khu 9. Ít lâu sau ông ra miền Trung rồi cùng Quảng Trọng Linh ra Hà Nội khoảng cuối năm 1946. Đầu năm 1947, ông cùng Lê Duẩn trở vào Nam, khoảng tháng 5, ông được chỉ định làm Bí thư Thành ủy Sài Gòn - Chợ Lớn.
Tháng 10 năm 1948, trong một cuộc càn quét lớn của quân Pháp vào vùng Láng Le, Vườn Thơm (nay thuộc huyện Bình Chánh, Thành phố Hồ Chí Minh), ông hy sinh tại đấy, hưởng dương 38 tuổi.
Tên của ông được đặt cho một ngôi trường tiểu học tại quận Tân Bình, con đường chính và một cây cầu ở quận 3, Thành phố Hồ Chí Minh.

## Đời tư
Ông là em đồng hao với ông Nguyễn Văn Linh.